# Le Monde diplomatique
Le Monde diplomatique (numit și Le Diplo) este o publicație lunară, înființată în mai 1954 de Hubert Beuve-Méry, director și fondator al cotidianului Le Monde și de către un fost diplomat de origine ungară, François Honti. Publicația oferă analize și opinii din domeniile politicii, culturii și evenimentelor curente. Articolele sunt de dimensiuni mari, atent construite, cu accent pe bogăția informației. Creată inițial pentru cititori din rândul corpului diplomatic, așa cum o arată și numele, publicația a luat în anii din urmă o poziție critică în privința efectelor neoliberalismului economic asupra populației și a lumii.
Incluzând articole de analiză neutre dar și materiale ce pun accent pe opinie și persuasiune (așa-numitul advocacy journalism), Le Monde diplomatique este citit de specialiști, universitari și politicieni din întreg spectrul politic.
Din 1970, a adoptat o poziție mai pronunțat altermondialistă, de stânga. Pe parcursul Războiului Rece lunarul a avut o poziție neutralistă, adesea critică la adresa politicii externe a Statelor Unite ale Americii.
După căderea Zidului Berlinului în 1989 și primul Război din Golf (1990-1991),  publicația și-a sporit criticile la adresa politicii dusă de administrația S.U.A în Orientul Mijlociu și a acordat o atenție deosebită problemelor puse de conflictele etnice din diferite zone ale lumii (Războiul din Iugoslavia, genocidul din Rwanda, conflictele din Caucaz etc), dar și informației culturale, precum și celor mai noi tehnologii informatice.
La ora actuală este implicat în susținerea unei varietăți de cauze de pe agenda stângii. A avut un rol important în organizarea Forumului Social Internațional de la Porto Allegre din 2001 și în fondarea organizației nonguvernamentale altermondialiste ATTAC. 
Continuă să critice politica intervenționistă neoconservatoare a administrației George W. Bush.

## Distribuție
Ediția franceză, condusă din 1991 de Ignacio Ramonet, are un tiraj de aproximativ 300.000 de exemplare.
În martie 2007 ,Le Monde diplomatique totaliza 68 de ediții internaționale (35 imprimate și 33 online) în 26 de limbi.
Cele 68 de ediții care apar în întreaga lume totalizează un tiraj de 1,9 milioane de exemplare.

## Ediția română
În România Le Monde diplomatique – ediția română, este editat de Societatea de Editură LMD, apare într-un tiraj de 15.000 de exemplare. 
Primul număr a apărut în aprilie 2006.
Redactor-șef este Cristian Teodorescu.
Aproximativ 20% din conținutul ziarului este produs local și tratează subiecte românești.
În decembrie 2006 a fost publicat si Atlasul Le Monde diplomatique.
Ediția română a fost închisă în martie 2008, până la acel moment fiind tipărite 22 de numere în total.